# De-Dion-Achse

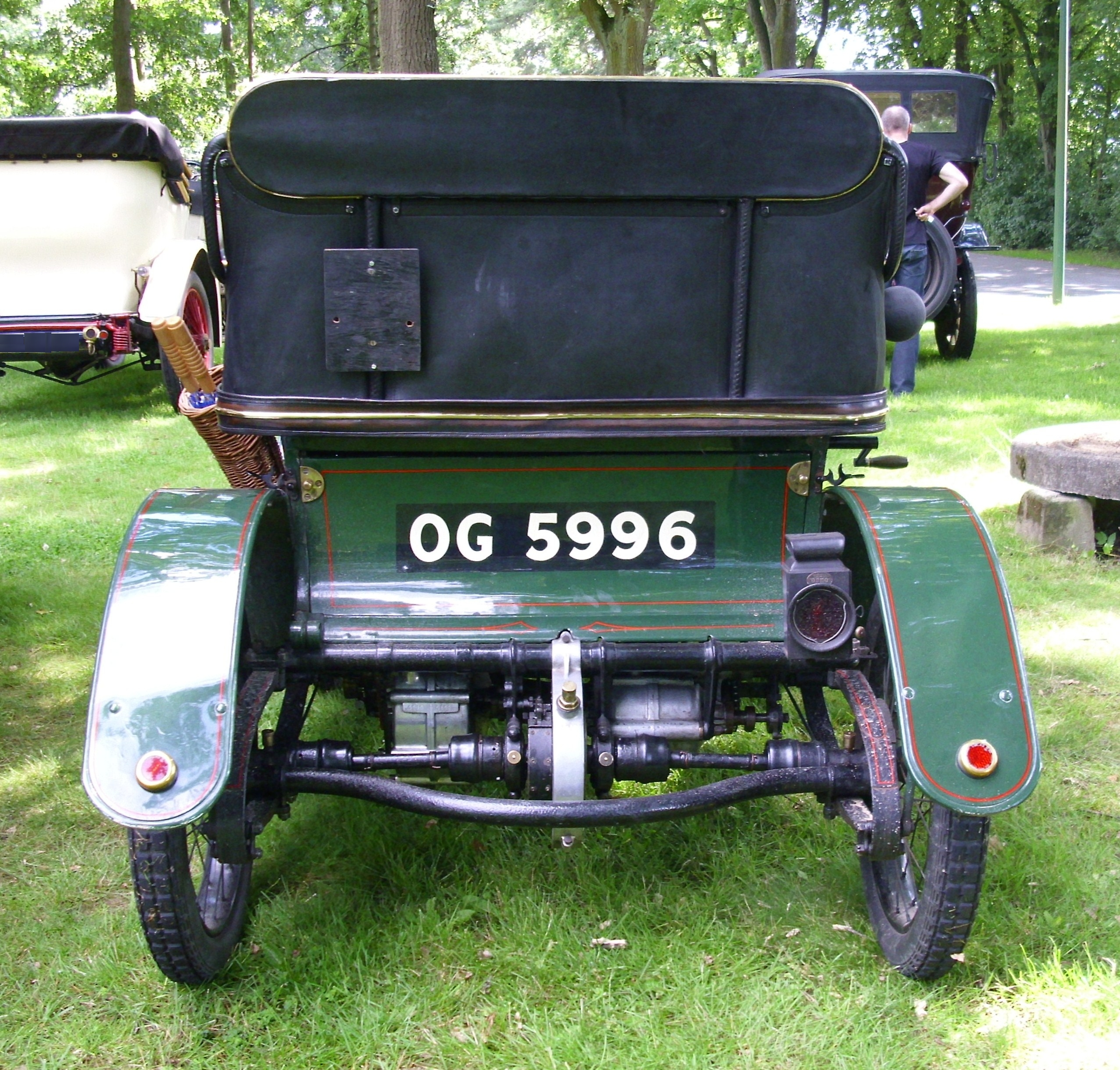
De Dion-Bouton von 1901 mit De-Dion-Achse

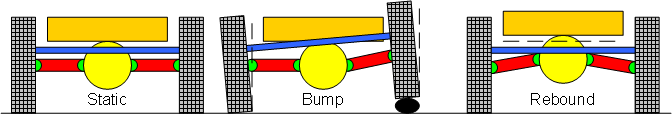
De-Dion-Achse in Normalposition sowie ein- und beidseitig durchgefedert. Die Räder bleiben parallel.

Eine De-Dion-Achse ist eine Bauform der angetriebenen Starrachse, bei der das Differentialgetriebe von der Achse getrennt am Wagenkörper befestigt und mit den Rädern über Gelenkwellen verbunden ist.
In dieser Konstruktion sind die Vorteile der konstanten Achsgeometrie der Starrachse – beim Einfedern ändert sich die Spurweite nicht – und einer geringeren ungefederten Masse vereint.

## Geschichte
Die Radaufhängung wurde von Charles-Armand Trépardoux erfunden, einem Teilhaber von De Dion, Bouton & Trépardoux. Nach seinem Ausscheiden firmierte das Unternehmen als De Dion-Bouton. Graf Albert de Dion ließ diese Konstruktion 1893 patentieren.

## Konstruktion
Das Differentialgetriebe ist am Chassis befestigt. Die beiden Achsschenkel einer Achse inklusive ihrer Räder sind untereinander durch ein starres Rohr oder Profil verbunden, der Sturz verändert sich so beim Einfedern nicht. Das Antriebsmoment wird über Doppelgelenkwellen (Antriebswellen) übertragen. Zum Längenausgleich sitzen Schiebegelenke.
Das Achsrohr kann wie andere Starrachsen auf unterschiedliche Weise geführt werden: längs an Lenkern, Schubstreben oder Blattfedern, seitlich mit einem Dreieckslenker, Wattgestänge oder Panhardstab. Das Achsrohr kann auch gelenkig direkt am Rahmen befestigt sein, dann ist es stark gekröpft.

## Vor- und Nachteile

### Vorteile
De-Dion-Achsen haben über den gesamten Federweg konstanten Sturz und Spur der Räder. Sie gehören zu den Antriebsachskonstruktionen mit kleinen ungefederten Massen.

### Nachteile
Andererseits brauchen sie viel Bauraum und gelten als aufwändig und deshalb teuer.

## Beispiele von Fahrzeugen mit De-Dion-Achse

### Historische Fahrzeuge
De-Dion-Achsen gab es bei Ferrari, Lotus, Aston Martin (DBS), Lagonda Rapide, Pegaso, Caterham Cars, Alfa Romeo Alfetta/GTV oder Maserati. Auch die ab 1969 gebauten großen Opel-KAD-B-Modelle Kapitän, Admiral und Diplomat waren damit ausgerüstet, ebenso der ab 1966 gebaute Glas V8. Der Hersteller DAF verwendete sie in den 1970er Jahren in den Kleinwagen DAF 66, 46 und 77 (Volvo 343). Wie die Alfa Romeo Alfetta haben diese Fahrzeuge das Getriebe an der Hinterachse (Transaxle-Bauweise).

### Aktuelle Fahrzeuge
In den letzten Jahren gibt es De-Dion-Achsen bei einigen allradgetriebenen Fahrzeugen wie z. B. dem Softroader Honda HR-V oder dem geländegängigen Lastwagen Mowag Duro und dem Smart Fortwo mit Heckantrieb. Des Weiteren wird diese Achse auch in den Elektrofahrzeugen Mitsubishi i-MiEV (baugleich sind Citroën C-ZERO und Peugeot iOn) sowie dem e.GO Life eingebaut.